# Bitwa pod Jaquijahuaną
Bitwa pod Jaquijahuaną – starcie zbrojne, które miało miejsce w roku 1548 podczas hiszpańskiego podboju Peru.
Po śmierci wicekróla de Veli w bitwie pod Añaquito, rząd Hiszpanii wysłał do Peru księdza Pedro de la Gasca w celu podjęcia mediacji ze zbuntowanym Gonzalo Pizarro. Przedstawiciel rządu Hiszpańskiego szybko zapewnił sobie kontrolę nad Panamą, skupiając wokół siebie znaczne siły, gotowe stawić czoła buntownikom. 9 kwietnia 1548 r. pod Jaquijahuaną doszło do decydującego starcia, które zakończyło się całkowitym rozproszeniem sił Gonzalo Pizarra. O zwycięstwie de la Gasca zadecydowały masowe dezercje żołnierzy Pizarra, którzy przeszli na stronę przeciwnika. Po bitwie dokonano egzekucji Gonzalo Pizarra i kilku jego oficerów. Pozostałych żołnierzy uniewinniono, wcielając ich w szeregi wojsk nowego prezydenta. 